# Ladrovići
 Ladrovići   (olaszul: Ladri) falu Horvátországban Isztria megyében. Közigazgatásilag Porečhez tartozik.

## Fekvése
Az Isztriai-félsziget nyugati részén, Poreč központjától 9 km-re délkeletre, a 302-es számú Poreč–Baderna főút mentén fekszik.

## Története
A falunak 1880-ban 62, 1910-ben 100 lakosa volt. Az első világháború után a rapallói szerződés értelmében Isztria az Olasz Királysághoz került. 1943-ban az olasz kapitulációt követően német megszállás alá került, mely 1945-ig tartott. A második világháború után a párizsi békeszerződés értelmében Jugoszlávia része lett. Jugoszlávia felbomlása után 1991-ben a független Horvátország része lett. 2011-ben 86 lakosa volt. Lakói a közeli Porečen dolgoznak, valamint mezőgazdasággal, turizmussal, vendéglátással foglalkoznak.

## Lakosság
| Lakosság változása | Lakosság változása | Lakosság változása | Lakosság változása | Lakosság változása | Lakosság változása | Lakosság változása | Lakosság változása | Lakosság változása | Lakosság változása | Lakosság változása | Lakosság változása | Lakosság változása | Lakosság változása | Lakosság változása | Lakosság változása |
| ------------------ | ------------------ | ------------------ | ------------------ | ------------------ | ------------------ | ------------------ | ------------------ | ------------------ | ------------------ | ------------------ | ------------------ | ------------------ | ------------------ | ------------------ | ------------------ |
| 1857               | 1869               | 1880               | 1890               | 1900               | 1910               | 1921               | 1931               | 1948               | 1953               | 1961               | 1971               | 1981               | 1991               | 2001               | 2011               |
| 0                  | 0                  | 62                 | 75                 | 80                 | 100                | 0                  | 0                  | 84                 | 85                 | 72                 | 63                 | 57                 | 61                 | 62                 | 86                 |